# Sulfone

Structure générique d'une sulfone. Le groupe sulfonyle est en bleu.

Une sulfone est un composé organique contenant un groupe sulfonyle de formule générique R–S(=O)2–R’. La diméthylsulfone (CH3)2SO2 est un exemple de sulfone.
L'équivalent d'une sulfone en chimie minérale est un sulfuryle, comme le chlorure de sulfuryle SO2Cl2.